# Changbin
Changbin (長濱鄉S, Chángbīn XiāngP) è un comune di Taiwan, situato nella provincia di Taiwan e nella contea di Taitung.